# Paul Sarsfield
Paul Sarsfield, né vers 1639 en Irlande, mort le 13 avril 1683 à Nantes, est un des réfugiés irlandais de la Première Révolution anglaise installés à Nantes, ville où il devient négociant.
Il ne doit pas être confondu avec le père de Patrick Sarsfield.

## Biographie
Paul Sarsfield s'installe en France en 1658, vers la fin de la Première Révolution anglaise, alors que les armées de Cromwell combattent les insurgés irlandais depuis neuf ans.
Il est l'un des premiers irlandais de Nantes, arrivant dans cette ville quelques années après Nicolas Lée et André Géraldin.
Il apparaît dans les années 1660 et 1670 dans plusieurs opérations commerciales importantes, principalement comme commissionnaire.
En 1672, il épouse Guyonne François (1651-1739), fille d'Antoine François, seigneur de la Briandière, marchand et échevin de Nantes, membre d'un important lignage marchand du XVIIe siècle, et de Françoise Saligot.
Il obtient sa naturalisation en 1678. Son dossier indique à cette date une certaine aisance (biens évalués à 2000 livres). Il habite dans un immeuble de la Fosse (paroisse Saint-Nicolas), comme la plupart des négociants et des Irlandais de Nantes à cette époque.

## Descendance
Son fils, Jacques, né en 1675, s'installe comme négociant à Cadix en Espagne, tandis que son frère Joseph continue de s'occuper de l'entreprise familiale à Nantes. Depuis Cadix, Jacques Sarsfield fait en 1701 une demande de reconnaissance de la noblesse de sa famille. Il est de nouveau présent à Nantes en 1710, payant une capitation de 180 livres, la plus forte des Irlandais de Nantes. Aucun des deux frères n'est mentionné sur la liste des négociants établie par le maire Gérard Mellier en 1725.
Sa fille Françoise, née en 1674, épouse en 1692 Joachim Descazeaux du Hallay, le principal négociant nantais à l'époque de la guerre de la Ligue d'Augsbourg.
Un autre fils, Paul, naît en 1680